# مينغ س. لوي
مينغ س. لوي (بالإنجليزية: Ming C. Lowe)‏ هي مصورة ورسامة أمريكية، ولدت في 13 أكتوبر 1945 في واشنطن العاصمة في الولايات المتحدة.